# 纽伦堡—慕尼黑高速铁路
纽伦堡－英戈尔施塔特－慕尼黑高速铁路（德語：Schnellfahrstrecke Nürnberg–Ingolstadt–München）是一条由纽伦堡经英戈尔施塔特至慕尼黑的德国复线高速铁路，主要用于长途客运及短途运输。线路由新造的纽伦堡－英戈尔施塔特段及通过既有线改造的英戈尔施塔特－慕尼黑段两部份组成。
该线路是由柏林经哈勒/莱比锡及埃尔福特至纽伦堡的德国统一8号交通项目的延长段。它也是欧洲高速铁路网络中1号轴线（柏林－因斯布鲁克－巴勒莫）的组成部分。
该线路的建成通车典礼于2006年5月13日举行。同年5月28日，长途列车先行投入新造路段中运营。全面投入运营则在2006年12月10日，同时还开办了区域运输。纽伦堡至慕尼黑间的长途运输旅行时间从而可以由62分钟被缩短为约半小时，区域运输的旅行时间则由105分钟缩短至1小时。在1998年动工建设时，该项目的成本被估算为23亿欧元，但最终的实际支出却高达36.76亿欧元（2012年数据）。

## 走向

### 纽伦堡－英戈尔施塔特新造路段

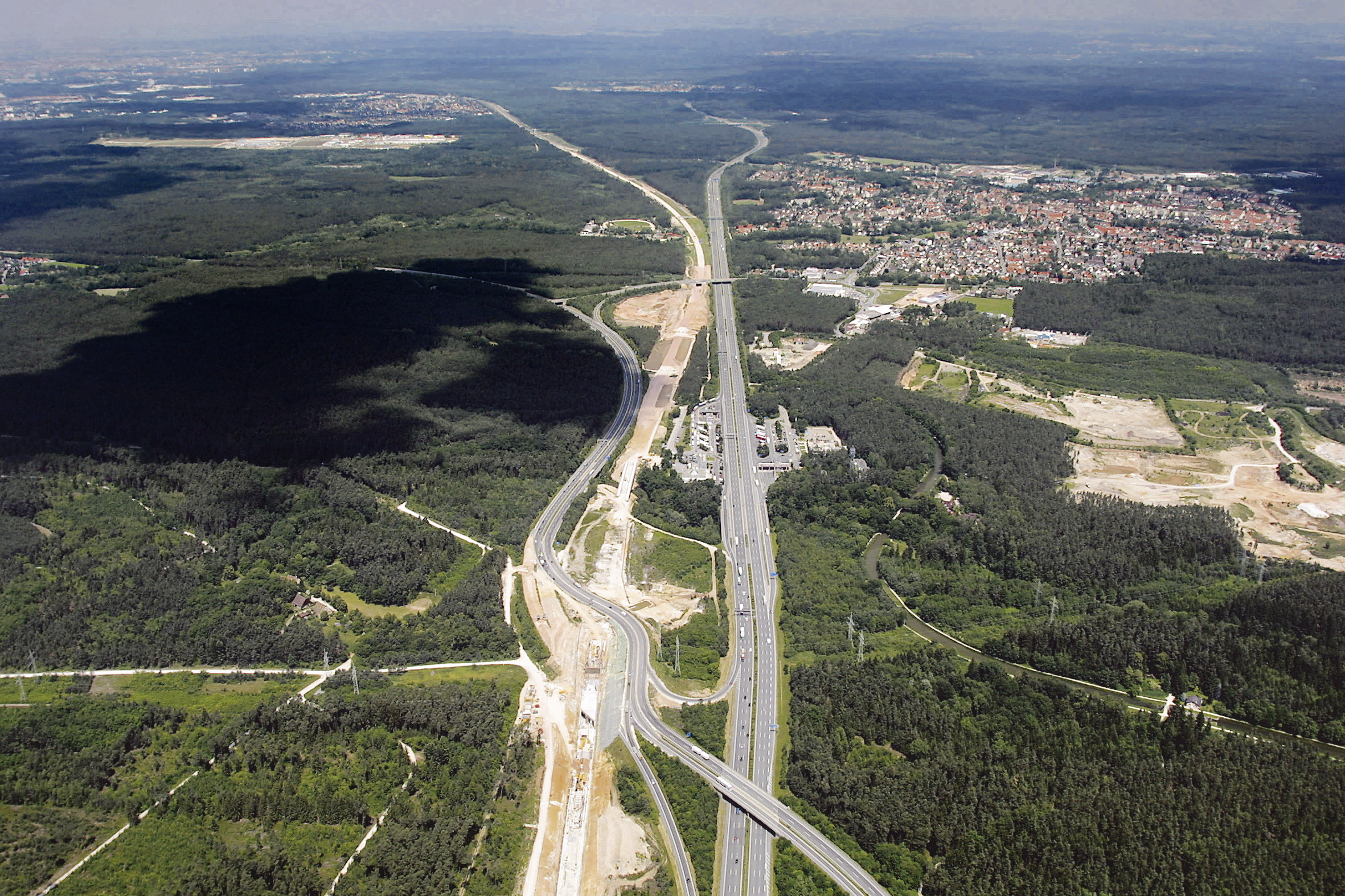
从纽伦堡（左上）引出的新造路段在福伊希特与德国73号高速公路（左）及9号高速公路（右）平行。图片摄于土木工程阶段（2001年）

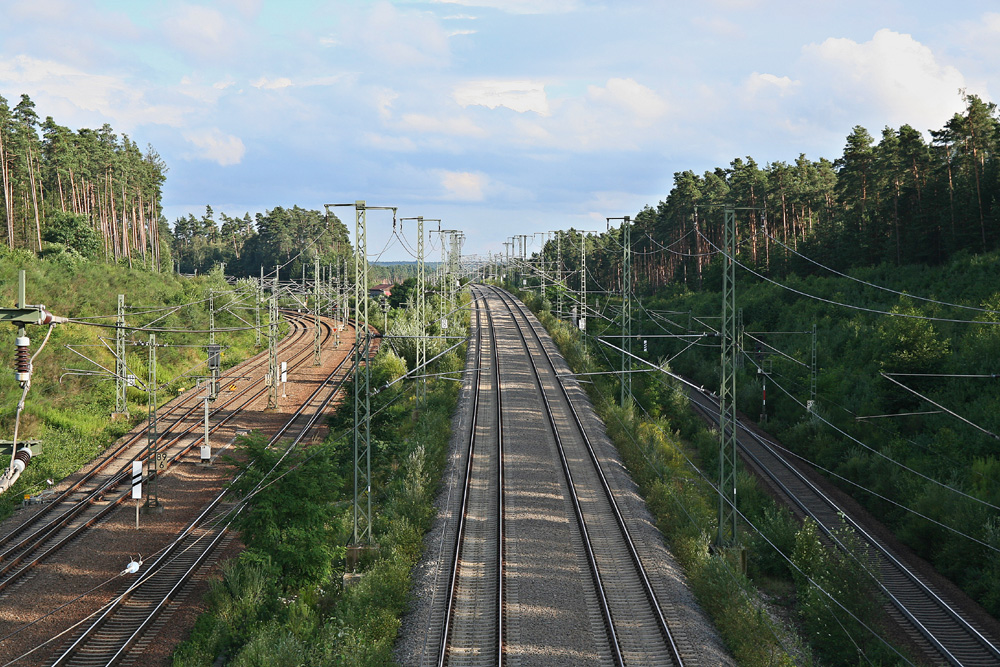
赖希斯瓦尔德岔道的布局：中间两条轨道通往英戈尔施塔特，左侧及右侧轨道通往雷根斯堡

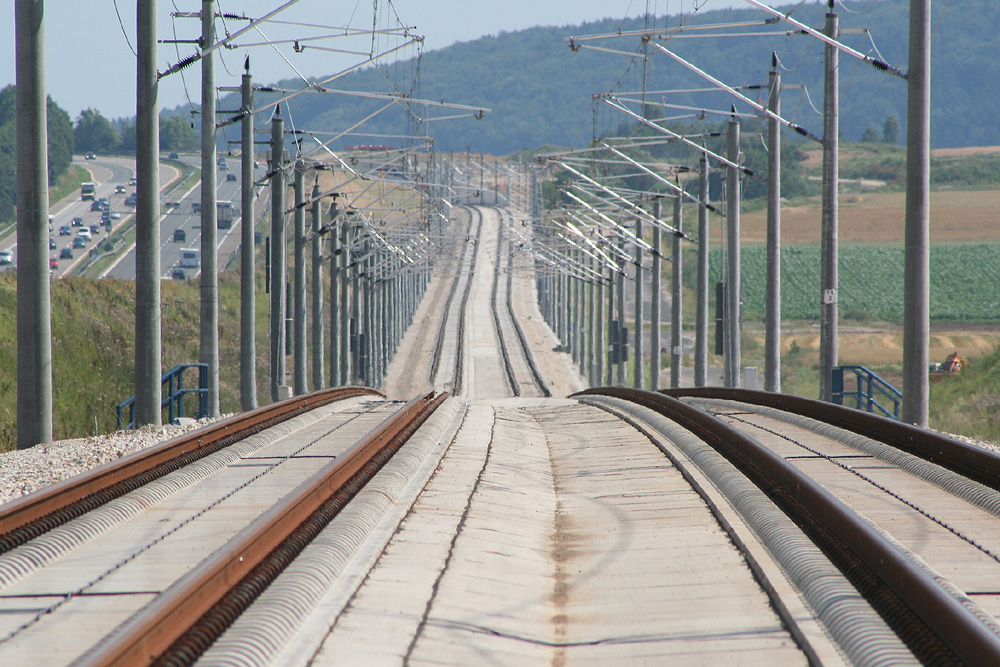
新造线路的坡度最高可达20‰

为了尽可能的减少对自然景观的破坏，全长77.4公里的新造路段的大部分走向都与德国9号高速公路平行。为此该路段需要兴建全长达27公里的九条隧道——几乎占了新造线的三分之一里程。其中7.7公里长的欧尔旺格隧道和7.3公里长的伊尔拉叙隧道均是德国最长的隧道之一。此外，还建有82座跨公路的立交桥，其中包括5座特大桥以及约80个涵洞（直径小于2米）。
连续焊接的无砟轨道（11.5－86.6公里处）均使用120米长的钢轨断面。这条全长69.4公里的轨道系统是按300公里/小时的最高时速设计。因此，纽伦堡－英戈尔施塔特之间的长途运输旅行时间可以从66分钟被缩短至约半小时左右。随着阿勒斯贝格和金丁格两座车站的落成，该线路得以使用两座全新的区域车站。短途列车可在车站月台内避让列车，从而使长途列车不减速穿越车站。
列车从纽伦堡火车总站驶入新造线路需要经行纽伦堡－雷根斯堡铁路的一段既有线路直至费希巴赫。该线路位于纽伦堡火车总站的东部方向，跨越纽伦堡－海布铁路，并在体育场与纽伦堡S-Bahn的2号线及3号线平行通往费希巴赫。在赖希斯瓦尔德岔道（Abzweig Reichswald）中，雷根斯堡线会与高速线分离，转而与一条来自纽伦堡编组站的轨道相接。直行方向则连接至新造线路通往英戈尔施塔特。
随后通过立体交汇的坡道爬升至新线路，并跨越已在此前分离、往雷根斯堡方向的轨道。同时，往雷根斯堡及阿特多夫方向的线路会通过一个左弯曲线抵达福伊希特车站，高速铁路则在一个稍微右弯的曲线转入南部方向。在线路的13公里处它会于一个楔形区域与西行的73号高速公路和东行的9号高速公路交汇。在行经穿越施瓦察赫河 (雷德尼茨河支流)的施瓦察赫桥后不久，便又藉由一条涵洞穿过纽伦堡/福伊希特高速公路三岔口。73号高速公路在此结束，而9号高速公路则持续平行约35公里。
在穿越洛伦泽国家森林相继会抵达阿勒斯贝格车站、戈格尔斯布赫隧道、美因河－多瑙河运河大桥以及奥芬鲍隧道。在线路46/47公里处，公路及铁路的平行位置结束：高速公路向东转入格雷丁，铁路则往西南方向进入欧尔旺格隧道。随后，线路又相继经过安劳特河谷地、谢伦伯格隧道、阿爾特米爾河谷地及金丁格车站。
在随后的伊尔拉叙隧道中，线路再次跨越高速公路，然后提升海拔至115米。在通过邓肯多夫隧道时，坡度有轻微回落，随后在71公里处达到500米的最高海拔。高速公路在这一区间位于线路西侧，并在随后的斯塔姆哈姆隧道再次被铁路跨越。在与高速公路分离后不久，线路又进入盖斯贝格隧道。在见到英戈尔施塔特的奥迪工厂后，线路又开始与来自埃丁的绕城公路相平行。
高速路段结束于83.7公里处，紧接着会有一条弯道将线路引入奥迪隧道前的坡道。而坡道的南端、同时也是英戈尔施塔特北站的高铁月台，则成为了新造线路的终点。这里设有英戈尔施塔特－特罗伊赫特林根铁路的轨道，即连接北站至火车总站间增设的第三条轨道。在通过跨越多瑙河的英戈尔施塔特铁路桥后，便可抵达英戈尔施塔特火车总站。
新造线路的走向需要通过大面积的农业及林业用地。特别具有生态价值的地区，例如纽伦堡的洛伦泽国家森林、阿尔特米尔河和安劳特河谷地、以及英戈尔施塔特的柯尼希林格森林（Köschinger Forst）都被线路隔断。线路的坡度自纽伦堡（海拔330米）开始向英戈尔施塔特（海拔370米）爬升，最低点位于阿尔特米尔河谷地（海拔375米，59公里处），最高点则在约35.5公里处（海拔450米）及71公里处（海拔500米）。
新造路段的轨道系统坡度为最大20‰，最大超高为160毫米，以及最大超高亏损（300公里/小时）为100毫米。新线路的20‰路段从600米至1,815米长（于盖斯贝格隧道）；铁路路堤的高度最高可达16米。新线路有55%的路段为弯道，最小曲线半径为4,085米 。车站内的道岔转辙器允许130公里/小时的通过能力，月台轨道则为100公里/小时。当局最初曾计划在洛亨（42公里处）设立橫渡線，但最终仅以一个闭塞站代替。隧道的横截面为92平方米，其内部的轨道间距为4.5米。在13公里处至48公里处之间，线路与高速公路的平行间距为40至60米。

### 英戈尔施塔特－慕尼黑改造路段
在1867年建成通车的英戈尔施塔特－慕尼黑铁路至今仍保留了80.7公里长的线路。线路的坡度自英戈尔施塔特（海拔370米）开始向慕尼黑（海拔520米）爬升。
其走向从英戈尔施塔特往南抵达赖歇尔茨霍芬，并在当地向东南弯入罗尔巴赫，然后朝西南方向前往普法芬霍芬。在通过赖歇尔茨豪森后线路会继续在弧形的走向中前往彼得斯豪森。此后，线路会一直伸展至达豪以及地处慕尼黑西北部郊区的卡尔斯费尔德。来自慕尼黑北编组站的一条连接线会在此汇集，再从南部的奥伯门钦进一步向东通往慕尼黑火车总站。